# Copa Hopman de 2016
A Copa Hopman de 2016 foi a 28ª edição do torneio entre países do tênis em mistas, organizada pela Federação Internacional de Tênis.
Daria Gavrilova e Nick Kyrgios da Austrália bateram os ucranianos Elina Svitolina e Alexandr Dolgopolov na final.

## Participantes

### Cabeças de chave
| Time                                                      | Tenista fem.      | WTA1 | Tenista masc.       | ATP1 | Eliminação     |
| --------------------------------------------------------- | ----------------- | ---- | ------------------- | ---- | -------------- |
| Austrália (ouro)                                          | Jarmila Wolfe     | 105  | Lleyton Hewitt      | 307  | fase de grupos |
| Austrália (verde)                                         | Daria Gavrilova   | 36   | Nick Kyrgios        | 30   | campeões       |
| República Checa                                           | Karolína Plíšková | 11   | Jiří Veselý         | 41   | fase de grupos |
| França                                                    | Caroline Garcia   | 34   | Kenny de Schepper   | 148  | fase de grupos |
| Alemanha                                                  | Sabine Lisicki    | 32   | Alexander Zverev    | 83   | fase de grupos |
| Grã-Bretanha                                              | Heather Watson    | 55   | Andy Murray         | 2    | fase de grupos |
| Ucrânia                                                   | Elina Svitolina   | 19   | Alexandr Dolgopolov | 36   | vice-campeões  |
| Estados Unidos                                            | Serena Williams   | 1    | Jack Sock           | 26   | fase de grupos |
| 1 Os rankings da ATP e da WTA são 28 de dezembro de 2015. |                   |      |                     |      |                |

### Desistências
| Antes do início   | Antes do início   | Antes do início  | Antes do início      |
| Time              | Realocado         | Tenista Original | Motivo               |
| ----------------- | ----------------- | ---------------- | -------------------- |
| Austrália (ouro)  | Jarmila Wolfe     | Casey Dellacqua  | Concussão            |
| República Checa   | Karolína Plíšková | Lucie Šafářová   | Mal-estar            |
| França            | Kenny de Schepper | Gaël Monfils     | Lesão na perna       |
| Durante o torneio |                   |                  |                      |
| Estados Unidos    | Victoria Duval    | Serena Williams  | Inflamação no joelho |

## Final

### Ucrânia vs. Austrália (verde)
| Ucrânia 0 | Perth Arena, Perth 9 de janeiro de 2016, 15h30min duro (coberto) | Perth Arena, Perth 9 de janeiro de 2016, 15h30min duro (coberto)     | Austrália 2 |      |   |  |
| \| \| \| \| 1 \| 2 \| 3 \| \| \| - \| \| -------------------------------------------------------------------- \| ---- \| ---- \| - \| \| \| 1 \| \| Elina Svitolina Daria Gavrilova \| 4 6 \| 6 78 \| \| \| \| 2 \| \| Alexandr Dolgopolov Nick Kyrgios \| 3 6 \| 4 6 \| \| \| \| 3 \| \| Elina Svitolina / Alexandr Dolgopolov Daria Gavrilova / Nick Kyrgios \| 0* 0 \| 0 0 \| \| \| |                                                                  |                                                                      |             |      |   |  |
| |                                                                  |                                                                      | 1           | 2    | 3 |  |
| 1 | Ucrânia · Austrália                                              | Elina Svitolina Daria Gavrilova                                      | 4 6         | 6 78 |   |  |
| 2 | Ucrânia · Austrália                                              | Alexandr Dolgopolov Nick Kyrgios                                     | 3 6         | 4 6  |   |  |
| 3 | Ucrânia · Austrália                                              | Elina Svitolina / Alexandr Dolgopolov Daria Gavrilova / Nick Kyrgios | 0* 0        | 0 0  |   |  |

(*) obs: Não houve duplas mistas.